# Ornitògal
Ornitògal (Ornithogalum L.) és un gènere de plantes herbàcies, perennes i bulboses de la família de les jacintàcies. La majoria d'elles es troben al sud d'Europa o al sud d'Àfrica, tot i que és possible trobar-ne en altres àrees, com per exemple al Caucas.

## Taxonomia
Algunes espècies d'aquest gènere als Països Catalans són:
- Ornithogalum arabicum - vicaris, lliri bord
- Ornithogalum baeticum (sinònim: Ornithogalum orthophyllum Ten. subsp. baeticum (Boiss.)) - llet de gallina
- Ornithogalum narbonense - calabruixa, lliri de sant Pere, lliri bord, pipiu blanc
- Ornithogalum orthophyllum Ten. subsp. monticolum - llet d'ocell
- Ornithogalum pyramidale - calabruixa dels pirineus, ceba verda, llet de gallina o llet de pardal
- Ornithogalum pyreanicum
- Ornithogalum umbellatum - Llet d'ocell, llet de pardal, llet de gallina

Altres espècies d'aquest gènere:
- Ornithogalum concinnum
- Ornithogalum dubium
- Ornithogalum longibracteatum - ceba verda, diners
- Ornithogalum nutans